# Municipalità 4 di Napoli
La Municipalità 4 è uno dei 10 municipi in cui è suddiviso il comune di Napoli, istituiti il 10 febbraio 2005.

## Dati territoriali
Il territorio della municipalità è formato da 4 quartieri:
| Quartiere        | Superficie | Abitanti |
| ---------------- | ---------- | -------- |
| Poggioreale      | 4,45 km²   | 25 237   |
| San Lorenzo      | 1,42 km²   | 48 078   |
| Vicaria          | 0,72 km²   | 15 062   |
| Zona Industriale | 2,68 km²   | 6 241    |
| Totale           | 9,27 km²   | 95 272   |

## Zone appartenenti
- Arenaccia
- Borgo Sant'Antonio Abate
- Centro direzionale di Napoli
- Decumani (Centro Storico)
- Doganella
- Forcella
- Foria
- Il Vasto
- Porta San Gennaro
- Porta Capuana
- Purgatorio - Stadera
- Rione Vittorio Emanuele III
- Rione Luzzatti
- Rione Ascarelli
- Rione Sant'Alfonso
- Sant'Erasmo
- Stadera
- Traccia
- Zona cimiteriale

## Amministrazione
| Periodo | Periodo   | Primo Cittadino    | Partito                   | Carica     | Note  |
| ------- | --------- | ------------------ | ------------------------- | ---------- | ----- |
| 2011    | 2016      | Armando Coppola    | Il Popolo della Libertà   | Presidente |       |
| 2016    | 2021      | Giampiero Perrella | La Città con de Magistris | Presidente | [ 2 ] |
| 2021    | In carica | Maria Caniglia     | Indipendente              | Presidente |       |